# Classe Nelson (cuirassé)
Pour les autres classes de navires du même nom, voir Classe Nelson.
La classe Nelson est une classe de cuirassés de la Royal Navy, mis en service entre les deux guerres mondiales. Deux navires de cette classe ont été lancés et mis en service : le HMS Nelson et le HMS Rodney, tous les deux en service en 1927.

## Histoire et conception

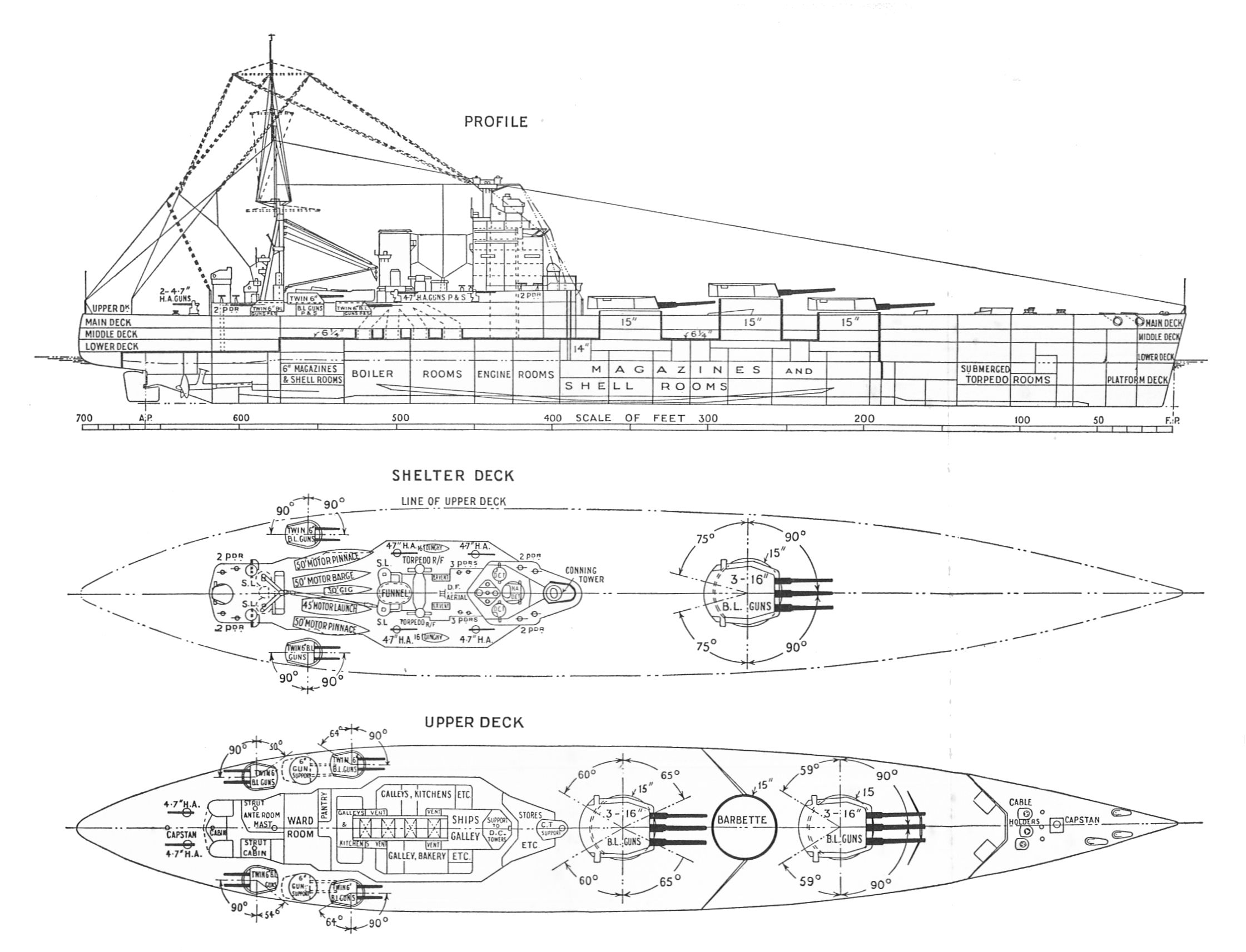
Coupe du Nelson.

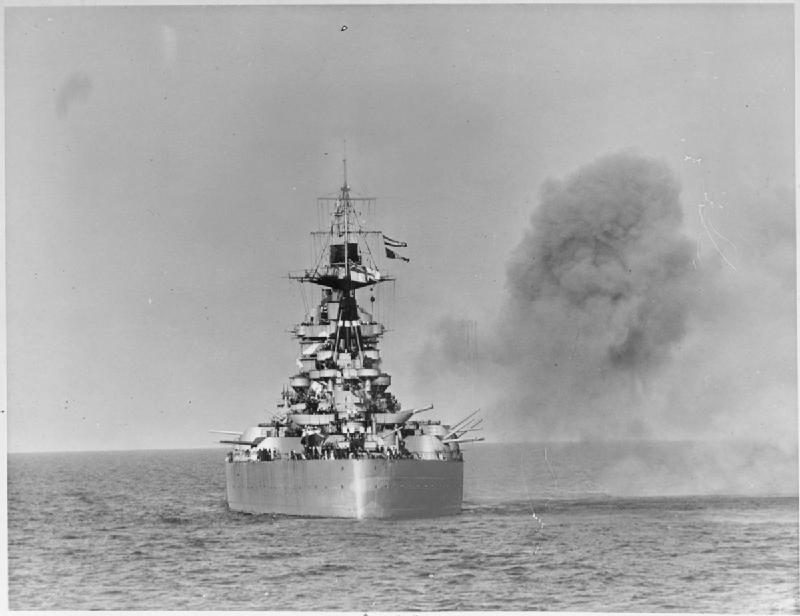
Le HMS Rodney tirant sur des positions allemandes aux environs de Caen, 7 juin 1944

Au cours de la Première Guerre mondiale, la bataille du Jutland montre la valeur de la puissance de feu et du blindage contre la vitesse et la manœuvrabilité des bateaux. 
La génération suivante des navires de guerre britanniques intègre cette leçon. Après le conflit, l'Amirauté dresse des plans pour des cuirassés massifs, lourdement armés et blindés, beaucoup plus grands que les navires précédents. Les cuirassés G3 auraient dû porter des canons de 16 pouces. Avec des canons de 18 pouces, les cuirassés N3 auraient été les cuirassés les plus puissants jamais construits. Malgré les grands navires de guerre prévus au Japon et aux États-Unis, le Royaume-Uni souhaite garder sa supériorité navale.
Ces études sont brutalement freinées par la signature du traité naval de Washington de 1922 qui freine la course à l'armement des différentes marines militaires. Les quatre cuirassés de la classe G3, dont les commandes avaient été passées, sont annulés. Une partie du matériel acquis est plus tard utilisé pour la construction du HMS Nelson et du HMS Rodney. Le traité limite les cuirassés à 35 000 tonnes et avec des canons de maximum 16 pouces. Les britanniques réussissent à faire en sorte que la définition de « standard displacement » (déplacement standard) ne soit pas affectée au carburant et à l'eau d'alimentation des chaudières. Ils font valoir que l'étendue de l'Empire britannique est telle que leurs navires transportent deux fois plus de carburant que des navires de nations comme la France ou l'Italie qui opèrent moins loin de leurs bases. En conséquence, un bulbe anti-torpilles peut-être incorporé contre la carène des navires, il ne contribue pas au poids « sec » des navires et n'entre donc pas dans les limites du traité.
Les limites du traité conduisent inévitablement à des compromis dans la conception des deux nouveaux navires, ainsi la classe Nelson sacrifie la puissance installée (et donc la vitesse) pour mieux armer et défendre les bateaux. Ces deux navires sont ainsi parfois appelés « Cherry Tree class » (évoquant un cerisier coupé par George Washington) parce qu'ils avaient été abattus par Washington. La nécessité de limiter le déplacement conduit à une conception spécifique, en s'inspirant des conceptions prévues pour les classes G3 et N3. Afin de réduire le poids du blindage, les tourelles principales sont toutes montées à l'avant, raccourcissant la longueur nécessaire de coque blindée. Dans les classes G3 et N3, deux tourelles se trouvent à l'avant et une à l'arrière, pour les Nelson, toutes trois sont à l'avant. La tourelle B est montée juste derrière la tourelle A, un pont au-dessus de celle-ci. La tourelle X se trouve quant à elle derrière la tourelle B, au même niveau que la tourelle A. Elle ne peut donc tirer ni vers l'avant, ni vers l'arrière. Les canons secondaires sont placés (à l'épreuve des intempéries) à l'arrière du navire, autre élément innovant emprunté à la conception des G3 et N3.
Avec ses tourelles ainsi placées, les superstructures (passerelle, roufs, cheminée) se retrouvent rejetées à l'arrière et donnent au navire une silhouette inhabituelle pour un cuirassé, le faisant ressembler à un pétrolier-ravitailleur d'escadre. Dans la Royal Navy, les pétroliers ravitailleurs recevaient traditionnellement un nom se terminant en -ol et les matelots baptisèrent plaisamment ces cuirassés HMS Nelsol et HMS Rodnol.

## Navires
| Nom    | Pennant number | Chantier                                                     | Commande         | Quille posée     | Lancement        | Mise en service | Destin                                |
| ------ | -------------- | ------------------------------------------------------------ | ---------------- | ---------------- | ---------------- | --------------- | ------------------------------------- |
| Nelson | 28             | Sir W. G. Armstrong Whitworth & Company, Newcastle upon Tyne | 11 décembre 1922 | 28 décembre 1922 | 3 septembre 1925 | 15 août 1927    | Vendu pour démolition le 19 mars 1948 |
| Rodney | 29             | Cammell Laird & Company, Birkenhead                          | 11 décembre 1922 | 28 décembre 1922 | 17 décembre 1925 | 7 décembre 1927 | Vendu pour démolition le 19 mars 1948 |